# 2015-ös U21-es labdarúgó-Európa-bajnokság
A 2015-ös U21-es labdarúgó-Európa-bajnokságot Csehországban rendezték 8 csapat részvételével. A címvédő Spanyolország volt, de a selejtezőkből nem jutott be a tornára. A tornán 1992. január 1-je után született játékosok vehettek részt.
A négy elődöntős nemzet (Dánia, Németország, Portugália és Svédország) kijutott a 2016. évi nyári olimpiai játékok férfi labdarúgótornájára.
A döntőben Portugália és Svédország játszott. A két csapat a csoportmérkőzések során is találkozott, akkor 1–1-es döntetlent játszottak. A döntőben nem esett gól, a hosszabbítás után tizenegyesek döntöttek, ezekben 4–3-ra Svédország győzött. A svédeknek ez volt az első egy mérkőzéses U21-es EB-döntője és megszerezték az első címüket is. Portugália másodszor játszott döntőt, de 1994 után másodszor sem tudott nyerni.
A gólkirályi címet a cseh Jan Kliment szerezte meg 3 góllal. Érdekesség, hogy mindhárom gólját egyetlen mérkőzésen, a Szerbia elleni csoportmérkőzésen aratott 4–0-s győzelem alkalmával szerezte.

## Helyszínek
A mérkőzéseket az alábbi helyszíneken rendezik.
| Prága                     | Prága                          | Olomouc                        |
| ------------------------- | ------------------------------ | ------------------------------ |
| Eden Arena                | Generali Arena                 | Andrův stadion                 |
| Férőhely: 20 800          | Férőhely: 19 784               | Férőhely: 12 566               |
|                           |                                |                                |
| Uherské Hradiště          | Prága Olomouc Uherské Hradiště | Prága Olomouc Uherské Hradiště |
| Stadion Miroslava Valenty | Prága Olomouc Uherské Hradiště | Prága Olomouc Uherské Hradiště |
| Férőhely: 8 121           | Prága Olomouc Uherské Hradiště | Prága Olomouc Uherské Hradiště |
|                           | Prága Olomouc Uherské Hradiště | Prága Olomouc Uherské Hradiště |

## Résztvevők
| Nemzet      | Részvételi jog | Korábbi részvételek száma |
| ----------- | -------------- | ------------------------- |
| Csehország  | Rendező        | 11                        |
| Dánia       | Pótselejtező   | 5                         |
| Anglia      | Pótselejtező   | 12                        |
| Németország | Pótselejtező   | 11                        |
| Olaszország | Pótselejtező   | 17                        |
| Portugália  | Pótselejtező   | 6                         |
| Szerbia     | Pótselejtező   | 8                         |
| Svédország  | Pótselejtező   | 6                         |

## Sorsolás
A csoportkör beosztását 2014. november 6-án sorsolták Prágában. Anglia, a legjobb UEFA-együtthatóval rendelkező csapatként, Csehország rendezőként kiemeltek voltak. A 2. kalapba a további két legjobb UEFA-együtthatóval rendelkező Olaszország és Németország került, a 3. kalapba a többi négy csapatot sorolták be.
| 1. kalap                        | 2. kalap                    | 3. kalap                                    |
| ------------------------------- | --------------------------- | ------------------------------------------- |
| - Csehország (A1) - Anglia (B1) | - Olaszország - Németország | - Portugália - Dánia - Svédország - Szerbia |

## Csoportkör
A csoportkörben minden csapat a másik három csapattal egy-egy mérkőzést játszott, így összesen 6 mérkőzésre került sor mind a négy csoportban. A csoportokból az első két helyezett jutott tovább a negyeddöntőbe. Minden csoportban az utolsó két mérkőzést azonos időpontban játszották.
A sorrend meghatározása
Az Európa-bajnokság csoportjaiban ha két vagy több csapat a csoportmérkőzések után azonos pontszámmal állt, a következő pontok alapján kellett megállapítani a sorrendet:
1. több szerzett pont az azonosan álló csapatok között lejátszott mérkőzéseken
2. jobb gólkülönbség az azonosan álló csapatok között lejátszott mérkőzéseken (ha kettőnél több csapat áll azonos pontszámmal)
3. több szerzett gól az azonosan álló csapatok között lejátszott mérkőzéseken (ha kettőnél több csapat áll azonos pontszámmal)

Ha a felsorolt első három pont alapján két, vagy több csapat még mindig holtversenyben áll, akkor az első három pontot mindaddig alkalmazni kell, ameddig nem dönthető el a sorrend. Ha a sorrend nem dönthető el, akkor a következő pontok alapján állapítják meg a sorrendet:
1. jobb gólkülönbség az összes csoportmérkőzésen
2. több szerzett gól az összes csoportmérkőzésen
3. jobb UEFA-együttható (U21-es)

| Jelmagyarázat |
| --- |
| A csoportok első és második helyezettje bejutott az egyenes kieséses szakaszba és a 2016. évi nyári olimpiai játékokra |
| A csoportok harmadik és negyedik helyezettje kiesett a tornáról.                                                       |

### A csoport
| Csapat      | M | Gy | D | V | G+ | G– | Gk | P |
| ----------- | - | -- | - | - | -- | -- | -- | - |
| Dánia       | 3 | 2  | 0 | 1 | 4  | 4  | 0  | 6 |
| Németország | 3 | 1  | 2 | 0 | 5  | 2  | +3 | 5 |
| Csehország  | 3 | 1  | 1 | 1 | 6  | 3  | +3 | 4 |
| Szerbia     | 3 | 0  | 1 | 2 | 1  | 7  | –6 | 1 |

| 2015. június 17. 18:00 |

| Csehország    | 1–2               | Dánia                     |
| ------------- | ----------------- | ------------------------- |
| Kadeřábek 35' | (1–0) Jegyzőkönyv | Vestergaard 56' Sisto 84' |

| Eden Arena, Prága Játékvezető: Szymon Marciniak (lengyel) |

| 2015. június 17. 20:45 |

| Németország | 1–1               | Szerbia    |
| ----------- | ----------------- | ---------- |
| Can 17'     | (1–1) Jegyzőkönyv | Đuričić 8' |

| Generali Arena, Prága Játékvezető: Javier Estrada Fernández (spanyol) |

| 2015. június 20. 18:00 |

| Szerbia | 0–4               | Csehország                    |
| ------- | ----------------- | ----------------------------- |
|         | (0–2) Jegyzőkönyv | Kliment 7' 21' 56' Frýdek 59' |

| Generali Arena, Prága Nézőszám: 16 253 Játékvezető: Clément Turpin (francia) |

| 2015. június 20. 20:45 |

| Németország                | 3–0               | Dánia |
| -------------------------- | ----------------- | ----- |
| Volland 32' 48' Ginter 53' | (1–0) Jegyzőkönyv |       |

| Eden Arena, Prága Nézőszám: 13 268 Játékvezető: Szergej Karaszjov (orosz) |

| 2015. június 23. 20:45 |

| Csehország | 1–1               | Németország |
| ---------- | ----------------- | ----------- |
| Krejčí 66' | (0–0) Jegyzőkönyv | Schulz 55'  |

| Eden Arena, Prága Játékvezető: Danny Makkelie |

| 2015. június 23. 20:45 |

| Dánia                | 2–0               | Szerbia |
| -------------------- | ----------------- | ------- |
| Falk 21' Fischer 47' | (1–0) Jegyzőkönyv |         |

| Generali Arena, Prága Játékvezető: Anasztásziosz Szidirópulosz |

### B csoport
| Csapat      | M | Gy | D | V | G+ | G– | Gk | P |
| ----------- | - | -- | - | - | -- | -- | -- | - |
| Portugália  | 3 | 1  | 2 | 0 | 2  | 1  | +1 | 5 |
| Svédország  | 3 | 1  | 1 | 1 | 3  | 3  | 0  | 4 |
| Olaszország | 3 | 1  | 1 | 1 | 4  | 3  | +1 | 4 |
| Anglia      | 3 | 1  | 0 | 2 | 2  | 4  | –2 | 3 |

| 2015. június 18. 18:00 |

| Olaszország            | 1–2               | Svédország                               |
| ---------------------- | ----------------- | ---------------------------------------- |
| Berardi 29' (11-esből) | (1–0) Jegyzőkönyv | Guidetti 56' Kiese Thelin 86' (11-esből) |

| Andrův stadion, Olomouc Játékvezető: Anasztásziosz Szidirópulosz (görög) |

| 2015. június 18. 20:45 |

| Anglia | 0–1               | Portugália     |
| ------ | ----------------- | -------------- |
|        | (0–0) Jegyzőkönyv | João Mário 57' |

| Stadion Miroslava Valenty, Uherské Hradiště Játékvezető: Danny Makkelie (holland) |

| 2015. június 21. 18:00 |

| Svédország | 0–1               | Anglia      |
| ---------- | ----------------- | ----------- |
|            | (0–0) Jegyzőkönyv | Lingard 85' |

| Andrův stadion, Olomouc Játékvezető: Javier Estrada Fernández (spanyol) |

| 2015. június 21. 20:45 |

| Olaszország | 0–0         | Portugália |
| ----------- | ----------- | ---------- |
|             | Jegyzőkönyv |            |

| Stadion Miroslava Valenty, Uherské Hradiště Nézőszám: 7085 Játékvezető: Szymon Marciniak (lengyel) |

| 2015. június 24. 20:45 |

| Anglia        | 1–3               | Olaszország                 |
| ------------- | ----------------- | --------------------------- |
| Redmond 90+3' | (0–2) Jegyzőkönyv | Belotti 25' Benassi 27' 72' |

| Andrův stadion, Olomouc Játékvezető: Szergej Karaszjov (orosz) |

| 2015. június 24. 20:45 |

| Portugália    | 1–1               | Svédország   |
| ------------- | ----------------- | ------------ |
| Paciência 82' | (0–0) Jegyzőkönyv | Tibbling 89' |

| Stadion Miroslava Valenty, Uherské Hradiště Játékvezető: Clément Turpin (francia) |

### Olimpiai rájátszás
Ha Anglia az elődöntőbe jutott volna, akkor a két csoport harmadik helyezettjei egy mérkőzést játszottak volna az olimpiai részvételért. Anglia kiesett a csoportkörben, így a mérkőzést nem játszották le.
| 2015. június 28. 18:00 |

| A3 | nem játszották le | B3 |
| -- | ----------------- | -- |
|    |                   |    |

| Stadion Miroslava Valenty, Uherské Hradiště |

## Egyenes kieséses szakasz
|  |                                    |             |            |                               |       |            |            |       |
|  | Elődöntők                          | Elődöntők   | Elődöntők  |                               |       | Döntő      | Döntő      | Döntő |
|  | Elődöntők                          | Elődöntők   | Elődöntők  |                               |       | Döntő      | Döntő      | Döntő |
|  | június 27., Generali Arena, Prága  |             |            |                               |       |            |            |       |
|  |                                    |             |            |                               |       |            |            |       |
|  | A1                                 | Dánia       | 1          |                               |       |            |            |       |
|  | A1                                 | Dánia       | 1          | június 30., Eden Arena, Prága |       |            |            |       |
|  | B2                                 | Svédország  | 4          |                               |       |            |            |       |
|  | B2                                 | Svédország  | 4          |                               |       | Svédország | Svédország | 0 (4) |
|  | június 27., Andrův stadion, Olmütz |             |            |                               |       | Svédország | Svédország | 0 (4) |
|  |                                    |             | Portugália | Portugália                    | 0 (3) |            |            |       |
|  | B1                                 | Portugália  | Portugália | Portugália                    | 0 (3) | 5          |            |       |
|  | B1                                 | Portugália  |            |                               |       |            |            |       |
|  | A2                                 | Németország | 0          |                               |       |            |            |       |
|  | A2                                 | Németország | 0          |                               |       |            |            |       |
|  |                                    |             |            |                               |       |            |            |       |

### Elődöntők
| 2015. június 27. 18:00 |

| Portugália                                                        | 5–0               | Németország |
| ----------------------------------------------------------------- | ----------------- | ----------- |
| B. Silva 25' Ricardo 33' Cavaleiro 45+1' João Mário 46' Horta 71' | (3–0) Jegyzőkönyv |             |

| Andrův stadion, Olomouc Nézőszám: 9876 Játékvezető: Anasztásziosz Szidirópulosz (görög) |

| 2015. június 27. 21:00 |

| Dánia    | 1–4               | Svédország                                                        |
| -------- | ----------------- | ----------------------------------------------------------------- |
| Bech 63' | (0–2) Jegyzőkönyv | Guidetti 23' (11-esből) Tibbling 26' Quaison 83' Hiljemarnk 90+5' |

| Generali Arena, Prága Nézőszám: 9834 Játékvezető: Szergej Karaszjov (orosz) |

### Döntő
| 2015. június 30. 20:45 |

| Svédország                                          | 0–0 (h. u.) | Portugália                                |
| --------------------------------------------------- | ----------- | ----------------------------------------- |
|                                                     | Jegyzőkönyv |                                           |
| Büntetőpárbaj                                       |             |                                           |
| Guidetti Kiese Thelin Augustinsson Khalili Lindelöf | 4–3         | Paciência Tozé Esgaio João Mário Carvalho |

| Eden Arena, Prága Játékvezető: Szymon Marciniak (lengyel) |

| A 2015-ös U21-es labdarúgó-Európa-bajnokság győztese |
| ---------------------------------------------------- |
| · Svédország · 1. cím                                |

## Gólszerzők
3 gól
- Jan Kliment

2 gól
- Kevin Volland
- Marco Benassi
- João Mário
- John Guidetti
- Simon Tibbling

1 gól
- Martin Frýdek
- Pavel Kadeřábek
- Ladislav Krejčí
- Uffe Bech
- Rasmus Falk
- Viktor Fischer
- Pione Sisto
- Jannik Vestergaard
- Jesse Lingard
- Nathan Redmond
- Emre Can
- Matthias Ginter
- Nico Schulz
- Andrea Belotti
- Domenico Berardi
- Ivan Cavaleiro
- Ricardo Horta
- Gonçalo Paciência
- Ricardo Pereira
- Bernardo Silva
- Filip Đuričić
- Oscar Hiljemark
- Isaac Kiese Thelin
- Robin Quaison

Forrás: UEFA.com